# Oleg Polakow
Oleg Siergiejewicz Polakow, ros. Олег Сергеевич Поляков (ur. 14 marca 1922 w Niszu, zm. 5 lutego 1989 w Nowym Jorku) – rosyjski emigracyjny działacz skautowski i antysowiecki, publicysta.
W Cetynii ukończył gimnazjum. W 1938 r. zaangażował się w działalność miejscowego rosyjskiego oddziału skautów-wywiadowców im. feldmarszałka Kutuzowa. Jednocześnie wstąpił do Narodowo-Ludowego Związku Rosyjskich Solidarystów (NTS). Od jesieni 1940 r. zaczął studiować na wydziale architektonicznym uniwersytetu w Belgradzie, ale po wkroczeniu wojsk niemieckich w kwietniu 1941 r. uniwersytet został zamknięty. Ponieważ Niemcy zdelegalizowali też wszelkie organizacje, prowadził dalej nielegalnie działalność skautowską. Po ataku wojsk niemieckich na ZSRR 22 czerwca tego roku, próbował bezskutecznie przedostać się na okupowane tereny sowieckie. Z tego względu przybył do Berlina, gdzie pracował w fabryce. Od jesieni 1942 r. studiował w miejscowej politechnice. Wstąpił jednocześnie do Narodowej Organizacji Młodzieży Rosyjskiej (NORM). Jesienią 1943 r. przyjechał na okupowaną Ukrainę. W Kirowogradzie z ramienia NTS prowadził działalność propagandową w kozackich oddziałach wojskowych na służbie niemieckiej (m.in. poprzez rozpowszechnianie ulotek i innych materiałów). Starał się przeciwdziałać hasłom nacjonalistów kozackich. Współtworzył młodzieżowe grupy NTS w Kirowogradzie i Odessie. W 1944 r. ewakuował się do Rumunii, gdzie w poł. grudnia tego roku został aresztowany przez SMIERSZ. Po procesie skazano go pod koniec lipca 1945 r. na karę 25 lat łagrów. Osadzony był w obozie na Workucie, a następnie na Kołymie. W 1956 r. kara została skrócona do 10 lat, w związku z czym O. S. Polakow wyszedł na wolność. Zamieszkał w Kalininie. W 1965 r. przybył do Moskwy, gdzie zaczął pracować w Instytucie Informacji Technicznej. W grudniu 1981 r. wyemigrował do USA. W Nowym Jorku wstąpił do Organizacji Rosyjskich Młodych Wywiadowców. Współpracował też z Funduszem Św. Serafima. Był członkiem Funduszu Badań Alternatyw Polityki Sowieckiej. Pisał artykuły do wielu rosyjskich pism emigracyjnych.